# ناتالي لويس
ناتالي لويس (بالإنجليزية: Natalie Lewis) هي منافسة ألعاب القوى بريطانية، ولدت في 25 مايو 1982.

## وصلات خارجية
- ناتالي لويس على موقع الاتحاد الدولي لألعاب القوى (الإنجليزية)
- ناتالي لويس على موقع اتحاد ألعاب الكومنولث (مؤرشف) (الإنجليزية)